# Phytocoris aurora
Phytocoris aurora är en insektsart som beskrevs av Van Duzee 1920. Phytocoris aurora ingår i släktet Phytocoris och familjen ängsskinnbaggar. Inga underarter finns listade i Catalogue of Life.